# Ansiktsnerven
Ansiktsnerven, kranialnerv VII (latin: nervus facialis), är den sjunde hjärnnerven. Dess främsta uppgift är att styra ansiktets mimiska muskulatur, men bär också med sig sensorik från öronen, delar av smakupplevelsen och styr flera körtlar. Nerven är en av de tolv så kallade kranialnerverna, vilka kännetecknas av att de utgår direkt från hjärnan och inte från ryggmärgen, som de övriga nerverna. Det finns två ansiktsnerver, en i vardera ansiktshalva. De kommer ut från kraniet ur foramen stylomastoideum nedanför örat och går sedan över kinden till ansiktsmusklerna. På vägen dit har ansiktsnerven också nervgrenar som styr bland annat tår- och salivkörtlar. Om en av ansiktsnerverna skadas förlorar man rörelseförmågan i den ansiktshalvan.

## Anatomi
Denna nerv utgår från gränsen mellan hjärnbryggan och förlängda märgen (kärnan sitter i nedre delen av hjärnbryggan) och tillsammans med nervus vestibulocochlearis passerar de meatus acusticus internus till benlabyrinten, en hålighet i tinningbenet som innehåller innerörat. Där avgår nervus vestibulocochlearis till innerörat medan nervus facialis vänder bakåt och därefter nedåt, runtom innerörat, och ut genom en benkanal som leder till skallens utsida. Benkanalen kallas canalis facialis, en kanal som har sitt utträde nedanför örat ur en hålighet kallad foramen stylomastoideum.

## Grenar
- I innerörat avger ansiktsnerven en gren till musculus stapedius.
- Precis i utträdet vid foramen stylomastoideus avges en gren, n. auricularis posterior.

Efter att ha lämnat foramen stylomastoideus avger den:
- Gren till musculus stylohyoideus
- Gren till musculus digastricus bakre del.

Därefter genomborrar den glandula parotis och avger fem grenar som innerverar den mimiska muskulaturen:
- Ramus temporalis - bland annat frontalis och orbicularis oculi.
- Ramus zygomaticus  - bland annat orbicularis oculi.
- Ramus buccales - bland annat Risorius, Buccinator, Levator Labii Superioris, Levator Anguli Oris, Nasalis och Orbicularis oris.
- Ramus marginalis mandibularis - bland annat Depressor labii inferioris, Depressor anguli oris och Mentalis.
- Ramus Colli - bland annat Platysma.

Påverkan på ansiktsnerven kan ge ansiktsförlamning.

## Kärnor
Faktiska facialisnerven

7: Facialisnervens motoriska kärna, bilden visar den omväg som nervbanorna tar kring abducensnervens kärna (6). Övriga kärnor visas ej.

- Motorisk kärna, efferenter går runt abducensnervens kärna vilket ger upphov till en utbuktning i fjärde ventrikeln.

Nervus intermedius
- Nucleus salivatorius superior, parasympatiska afferenter till tår- och spottkörtlar.
- Solitärkärnan (underdel: gustatory nucleus) tar emot afferenter från smakceller från tungans två tredjedelar.
- Dessutom generella sensoriska afferenter från örat till nucleus spinalis nervi trigemini.